# Praha (trein)
De Praha is een internationale trein tussen Praag en Warschau. Praha is de Tsjechische naam voor Praag.

## EuroCity
Nadat Tsjecho-Slowakije op 1 januari 1993 was gesplitst in Tsjechië en Slowakije kreeg Tsjechië ook EuroCity verbindingen met Duitsland en Polen. Polen had tot dan toe alleen een EuroCity verbinding met Duitsland en ook in Tsjechië lag in 1993 het zwaartepunt op verbindingen met Duitsland. Naar Polen kwamen twee EuroCity's via de grensovergang Petrovice bij Bohumín in het noordoosten van Tsjechië. De EC Sobieski reed door Tsjechië voor de verbinding tussen Oostenrijk en Polen. De EC Praha vormde de rechtstreekse verbinding tussen de hoofdsteden van Polen en Tsjechië.

### Route en dienstregeling
| EC 106 | land     | station                  | km  | EC 107 |
| ------ | -------- | ------------------------ | --- | ------ |
|        | Polen    | Warszawa Wschodnia       | 0   |        |
|        | Polen    | Warszawa Centralna       | 5   |        |
|        | Polen    | Sosnowiec                | 290 |        |
|        | Polen    | Katowice                 | 298 |        |
|        | Polen    | Zebrzydowice             | 372 |        |
|        | Tsjechië | Bohumín                  | 392 |        |
|        | Tsjechië | Ostrava hlavní nádraží   | 400 |        |
|        | Tsjechië | Ostrava-Svinov           | 405 |        |
|        | Tsjechië | Hranice na Moravě        | 455 |        |
|        | Tsjechië | Olomouc hlavní nádraží   | 506 |        |
|        | Tsjechië | Station Česká Třebová    | 594 |        |
|        | Tsjechië | Pardubice hlavní nádraží | 654 |        |
|        | Tsjechië | Kolín                    | 696 |        |
|        | Tsjechië | Praha hlavní nádraží     | 758 |        |